# George Brudenell-Bruce
George William Thomas Brudenell-Bruce (8 czerwca 1863 - 10 kwietnia 1894 w domu przy Leander Road 121 w Brixton w hrabstwie Surrey), brytyjski arystokrata, syn pułkownika lorda George'a Brudenell-Bruce'a (syna 3. markiza Ailesbury) i lady Evelyn Craven, córki 2. hrabiego Craven.
W wieku 5 lat stracił ojca. W wieku 23 lat odziedziczył po śmierci swojego dziadka parowski tytuł markiza Ailesbury i zasiadł w Izbie Lordów. Należał do jeździeckiego klubu Jockey Club. 30 września 1887 r. został z niego dożywotnio wykluczony w związku z oszustwami związanymi z jego koniem wyścigowym, Everittem. Lord Ailesbury prowadził rozrzutny i swobodny tryb życia. Rychło popadł w ogromne długi. 4 marca 1892 r. został zmuszony ogłosić swoją niewypłacalność. Jego długi sięgały wówczas 345 462 funtów.
Vicary Gibbs opisał go jako młodego człowieka o niskich gustach, złym charakterze i okropnych manierach, o którym był premier mówił, że "jego umysł jest jak gnojownia, a język jak ściek". Mówi się, że jego śmierć była opłakiwana tylko przez radykałów, którzy stracili wdzięczny obiekt dla swych mów o dziedzicznych parach. Mówi się również, że był dobry dla zwierząt, ale nie miał poza tym innych pozytywnych cech, a to z powodu złego wychowania i jeszcze gorszego towarzystwa.
6 maja 1884 r. w Register Office na Hanover Square w Londynie, poślubił Dorothy Julię Haseley (ok. 1861 - 3 września 1917), córkę Thomasa Haseleya. Małżeństwo to nie doczekało się potomstwa.
Lord Ailesbury zmarł w 1894 r. w domu swojego przyjaciela, pana Felthama, w wieku 31 lat. Został pochowany w Savernake w hrabstwie Wiltshire. Tytuł parowski odziedziczył jego stryj.